# Tricyrtis ravenii
Tricyrtis ravenii là một loài thực vật có hoa trong họ Măng tây. Loài này được C.I Peng & Tiang mô tả khoa học đầu tiên năm 2007.